# Tom Murray (curler)
Thomas Blackwood (Tom) Murray  (Biggar, South Lanarkshire, 3 oktober 1877 - aldaar, 3 juni 1944) was een Brits curlingspeler.

## Biografie
Murray won tijdens de Olympische Winterspelen 1924 in het Franse Chamonix de gouden medaille bij het curling.